# Mit der Faust in der Tasche
Mit der Faust in der Tasche (Originaltitel: I pugni in tasca) ist ein sozialkritischer italienischer Spielfilm in Gestalt einer Familientragödie. Die Produktion aus dem Jahr 1965 wurde von Marco Bellocchio inszeniert, der hier sein Regiedebüt gab.

## Handlung
Im Mittelpunkt des Geschehens steht eine italienische Mittelschichtfamilie, die in vielerlei Hinsicht krank und einem inneren Verfall ausgesetzt ist, doch wird mit aller Macht nach außen hin versucht, den Schein der Normalität aufrechtzuerhalten. Die verwitwete Mutter ist erblindet, die zwei jüngeren Söhne, Leone und der ebenso intelligente wie narzisstische Alessandro, leiden unter epileptischen Anfällen, die Tochter Giulia ist psychisch labil. Zudem besteht eine beiderseitige inzestuöse Anziehung zwischen Alessandro und Giulia. Lediglich der älteste Sohn Augusto ist vollkommen gesund.
Augustos Freundin Lucia zeigt ihm einen anonymen Brief, den sie erhalten hatte. In ihm legt der Anonymus Lucia nahe, sich von Augusto zu trennen, denn die Absenderin sei von ihm schwanger, und damit habe er sich auch zu ihr zu bekennen. Augusto ist augenblicklich klar, dass nur seine Schwester Giulia die Verfasserin des Schreibens sein kann. Als er sie mit seiner Vermutung konfrontiert, streitet Giulia diesen Sachverhalt auch nicht ab. Sie habe dieses Schreiben in bester Absicht aufgesetzt, denn weder mag sie Lucia, noch, dass diese eine Beziehung mit ihrem Bruder führt. Augusto würde gerne mit Lucia in die nahe gelegene Stadt ziehen, kann sich aber keine Wohnung leisten und lässt deshalb die übrigen Familienmitglieder spüren, dass er der Einzige ist, der sich normal integrieren könnte, wenn er sich für die Familie nicht verantwortlich fühlen würde und man ihn ließe.
Alessandros Unzufriedenheit mit seinem direkten Umfeld wächst zu Mordplänen heran, die er zu einem Befreiungsversuch zum Wohle Augustos erhöht, dem er zugleich seine Vormachtstellung neidet. Sein Vorhaben, gemeinsam mit der Mutter, Leone und Giulia in einem vorsätzlich herbeigeführten Autounfall zu verunglücken, setzt er nicht in die Tat um, stößt aber später die Mutter bei einem Ausflug von einer Klippe. Während der Trauerfeier gesteht er Giulia seine Tat, die ihn jedoch nicht verrät. Als Alessandro Leone in der Badewanne ertränkt, erleidet Giulia einen Schock und stürzt die Treppe hinunter. Nach dem Sturz bleibt Giulia ans Bett gefesselt; ob sie sich erholen oder gelähmt bleiben wird, kann der behandelnde Arzt nicht voraussagen.
Alessandro will die schlafende Giulia mit einem Kissen ersticken, bringt es aber nicht über sich, seinen Plan durchzuführen. Er erleidet einen neuerlichen Anfall. Die erwachte Giulia kommt ihm, obwohl in unmittelbarer Nähe befindlich, nicht zur Hilfe, sondern lässt ihn – ob Ausdruck ihrer Befreiung oder schlicht das körperliche Unvermögen aufgrund ihrer Teillähmung bleibt unklar – sterben.

## Produktionsnotizen
Mit der Faust in der Tasche wurde am 28. Juli 1965 im Rahmen des Internationalen Filmfestivals von Locarno uraufgeführt. Massenstart in Italiens Kinos war der 31. Oktober 1965. Am 5. Dezember 1969 konnte man Mit der Faust in der Tasche erstmals in Deutschland sehen.
Der Film wurde mit mehreren Preisen ausgezeichnet; so erhielt er beispielsweise 1965 in Locarno das Silberne Segel. Für Hauptdarsteller Lou Castel war dies die erste Filmhauptrolle.

## Kritiken
Die Kritik reagierte auf diesen Erstling des erst 26-jährigen Bellocchio überaus wohlwollend.
Reclams Filmführer urteilte: „Das grausige und grausame Spiel steht als Zeichen für die Dekadenz einer bürgerlichen Ordnung, deren Verteidiger ihren Untergang durch blinden Aktionismus noch beschleunigen. Doch diese gesellschaftskritischen Bezüge sind – zum Vorteil des Films – niemals ausdrücklich betont. Sie ergeben sich, beiläufig und zwangsläufig zugleich, aus der erstickenden Atmosphäre einer einsamen alten Villa, deren Bewohner dumpf dahinvegetieren. Bellocchio hat die Stationen der Handlung mit brutaler Deutlichkeit gestaltet. (…) "I pugni in tasca" ist der Beginn einer neuen Entwicklung im italienischen Film geworden, ein Vorbild für Regisseure, die sich kritisch mit den Grundlagen der italienischen Gesellschaft auseinandersetzen.“
Im Lexikon des Internationalen Films steht geschrieben: „Marco Bellocchios Regiedebüt erzählt von der nahezu hoffnungslosen Situation der italienischen Nachkriegsgeneration, die sich mit anarchischer Zerstörungswut ihre Unabhängigkeit von psychischen und sozialen Zwängen verschaffen will. Ein wütendes Pamphlet von beeindruckender Radikalität und Konsequenz.“
Buchers Enzyklopädie des Films resümierte: „Bellocchios erster Film ist rätselhaft. In einer politischen Interpretation erscheint er als eine Analyse der Stagnation der zeitgenössischen, italienischen Gesellschaft, doch besitzt die Geschichte auch für sich einen Aussagewert. Von Amateuren oder Schauspielschülern gespielt, vermittelt er das Klaustrophobische der Familie und ihrer Beziehungen mit einer Intensität, die bemerkenswert ist.“
Im Ankündiger der Bellocchio-Retrospektive Oktober 2012 im arsenal kino heißt es: „Bellocchios furioses Debüt war nichts weniger als ein Frontalangriff auf die italienische Nachkriegsgesellschaft, ihre bürgerlich-starren Moralvorstellungen, ihre hohlen Konventionen und heuchlerische Frömmigkeit. Fern der offiziellen Filmindustrie entstanden und mit einfachsten Mitteln realisiert, beeindruckt der Film nach wie vor. Unnachgiebig wird hier die Familie als Keimzelle sozialer und gesellschaftlicher Missstände seziert.“
Der Evangelische Film-Beobachter zog folgendes Fazit: „Am mikrosozialen Modell des Niedergangs einer italienischen Adelssippe artikuliert Marco Bellocchio seine psychopathologische Studie eines Epileptikers sowie seine Kritik an gewissen in seinem Lande bestehenden Ordnungen. Wer dieses extreme Konzept als übertragbares Beispiel akzeptiert, wird sich der Ausstrahlung von Bellocchios ebenso kraftvoll-naturalistischer wie subtiler Inszenierung nicht entziehen können.“